# Эсташ де Баллиол
Эсташ (Юстас) де Баллиол (англ. Eustace de Balliol), также известный как Эсташ де Эликур (фр. Eustace de Hélicourt; умер около 1209) — англо-французский аристократ, сеньор де Эликур с около 1181 года, феодальный барон Байуэлл (Барнард-Касла) с около 1190 года. Унаследовал владения Бернарда де Баллиола, который, вероятно, приходился ему двоюродным братом. Основные владения, доставшиеся ему, располагались в Нортумберленде и Дареме.
От трёх из четырёх сыновей Эсташа пошли 3 ветви рода Баллиолов.

## Происхождение
Род Баллиолов происходил из Пикардии; их родовое прозвание восходит, вероятно, к названию поселения Байёль-ан-Вимё, находящегося неподалёку от Абвиля в графстве Понтье в современном французском департаменте Сомма. В Англии Баллиолы появились в 1090-е годы, когда Ги I де Баллиол получил от короля Вильгельма II Рыжего владения в Северной Англии — на землях, выделенных из графства Нортумбрия. Земли располагались в Нортумберленде, Йоркшире и Дареме. Поскольку Ги I не оставил сыновей, его наследником стал племянник, Бернард I Старший, после которого последовательно правили двое сыновей, Ги II и Бернард II, названный «Младшим» показан четвёртым из сыновей.
Преемник Бернарда II, Эсташ, традиционно считается его сыном, однако историк Джеффри Стилл полагает, что у Бернарда не было детей, которые бы прожили достаточно долго, чтобы попасть в письменные источники. По его мнению, Эсташ был двоюродным братом Бернарда. Аманда Бим показывает его сыном Хью де Элинкура, сеньора де Эликур, младшего брата Бернарда I де Баллиола.

## Биография
Хью де Элинкур умер около 1181 года, после чего Эсташ де Элинкур унаследовал сеньорию с центром в замке Эликур в Пикардии, располагавшемся неподалёку от Байёля-ан-Вимё, родового владения Баллиолов. Около 1190 года умер Бернард II де Баллиол, после его наследником стал Эсташ, сменивший своё родовое прозвание на Баллиол. Основные владения, доставшиеся ему, располагались в Нортумберленде и Дареме.
В 1190/1191 году Эсташ заплатил королю Ричарду I 200 фунтов, чтобы получить разрешение жениться на вдове Роберта Фиц-Пирса, а также 50 марок за право управлять баронией Мер (часть земель его невесты). Согласно «Красной книге казначейства» в 1195/1196 годах он владел землями размером в 2 рыцарских фьефа в Хартфордшире. В 1197/1198 году Эсташ заплатил 50 марок, чтобы получить владения жены в Уилтшире, а 17 октября 1198 вместе с женой отказался от претензий на земли Джеффри Фиц-Пирса в Сотехами (Уилтшир).
Во время правления Иоанна Безземельного Эсташ в качестве наследника земель Бернарда II заплатил невыплаченный Ричарду I щитовой сбор в 120 фунтов.
В 1200 году Эсташ и его старший сын Хью урегулировали спор с аббатом аббатства Святой Марии в Йорке. В том же году он заплатил 200 марок, чтобы получить разрешение не отправляться в военный поход короля за море. В этот же период Эсташ в дополнение к дарению аббатству Келсо, которое в своё время сделал Бернард I, передал земли неподалёку от Хели Честерс. Это дарение позже подтвердил его сын Хью. Кроме того, с согласия старшего сына он подтвердил передачу в подчинение Дарему церкви в Байуэлле.
В 1205 году Эсташ заключил окончательное соглашение с Мод, женой Эверарда де Бёртона, по поводу земель в Бёртоне, которые его родственник Джосселин де Баллиол подарил Жоффруа де Панмору, отцу Мод.
Последний раз Эсташ упоминается в казначейском свитке 1209/1210 года; вероятно, он умер примерно в это время. Его основным наследником стал старший сын Хью I де Баллиол. От двух младших сыновей, Ангеррана (Ингельрана) и Генри пошли, соответственно, ветви Баллиолов из Труа и Баллиолов из Каверса.

## Брак и дети
Эсташ был женат дважды. 1-я жена: Ада де Фонтене. 2-я жена: с 1190/1191 Петронелла, вдова Роберта Фиц-Пирса из Черчилла. Неизвестно, от какого брака родились известные дети Эсташа, но как минимум старшие, судя по всему, происходили от первого брака.
Дети:
- Хью I де Баллиол (умер в 1228), феодальный барон Байуэлл с около 1209 года[3][8].
- Бернард де Баллиол (умер в 1212)[8].
- (?) Эсташ де Баллиол (умер в 1226)[8].
- Инграм (Ингельран) де Баллиол (умер в 1239/1244), барон Редкасла[англ.] и Урра[англ.] в Шотландии, Далтона[англ.] в Англии, сеньор Тур-ан-Вимё[англ.] в Пикардии, родоначальник ветви Баллиолов из Тура[8])[9].
- Генри де Баллиол (умер в 1246), феодальный барон Бенингтон (Хартфордшир) и Каверс (Роксбургшир[англ.]), родоначальник ветви Баллиолов из Каверса[8][9].